# Seijas (Somozas)
Seijas o Santa María de Seijas (llamada oficialmente Santa María de Seixas) es una parroquia y un lugar español del municipio de Somozas, en la provincia de La Coruña, Galicia.

## Entidades de población
Entidades de población que forman parte de la parroquia:
- Airavella (A Airavella)
- Capilla (A Capela)
- Esfarrapa (A Esfarrapa)
- Panda (A Panda)
- Ribeira (A Ribeira)
- Cabalares (As Cabalares)
- Latas (As Latas)
- Corredoira (As Corredoiras)
- Bustabad (Bustabade)
- Camparado
- María de Amido
- Morado
- Junco (O Xunco)
- Penadopazo (Pena do Pazo)
- Ramisquido
- Requeijo (Requeixo)
- Seijas (Seixas)
- Soutochán
- Vilardafraga (Vilar da Fraga)

## Despoblados
- Argana (A Argana)
- Asadoira (A Asadoira)
- Canteira (A Canteira)
- Costa (A Costa)
- Serra (A Serra)
- Batefa
- Caldaortiga (Cal da Ortiga)
- Cernamoura
- Gandarrozada
- Marbán (Marván)
- Abeleiral (O Abeleiral)
- Carrilnovo (O Carrilnovo)
- O Fronzal
- Ramallal (O Ramallal)
- Rego (O Rego)
- Doces (Os Doces)

## Demografía

### Parroquia
| Gráfica de evolución demográfica de SEijas (parroquia) entre 2000 y 2019 |
|                                                                          |
| Datos según el nomenclátor publicado por el INE.                         |

### Lugar
| Gráfica de evolución demográfica de Seixas (lugar) entre 2000 y 2019 |
|                                                                      |
| Datos según el nomenclátor publicado por el INE.                     |